# WASP-14
WASP-14 또는 BD+22 2716은 목동자리 방향에 있는 항성이다. 슈퍼 WASP 프로젝트 중 이 별이 변광성임을 알아냈으며 이는 외계 행성이 존재하는 증거로 보인다.

## 행성계
WASP-14b는 2008년에 발견되었다. 이 행성은 발견 시점까지의 외계 행성들 중에서도 밀도가 매우 높다. b의 반지름은 포트니 모형에 잘 들어맞는다.